# Jason Plato
Jason Plato, född 14 oktober 1967 i Oxford, är en brittisk racerförare. Han bor i Monaco. Plato vann BTCC 2001 och har slutat topp fem sju gånger i samma mästerskap.

## Racingkarriär
Efter framgångar i karting tävlade Plato i Formel 3 1991. Han vann både det brittiska och europeiska F3-mästerskapet 1991, och fortsatte att köra i Formel 3 och Formel Renault. 1996 deltog han i Renault Spider Cup. Han tog en klar seger i mästerskapet, vilket gjorde att han fick köra för  
Williams Renault-stallet  i BTCC 1997.
Jason hade en bra start i sin Renault Laguna, han tog pole position i hans tre första lopp och hade slutligen tagit två segrar som rookie. Plato slutade trea i mästerskapet som vanns av hans stallkamrat Alain Menu. Han fortsatte med Renault två år till och slutade femma i serien båda gångerna. 2000 gick han med Vauxhall och slutade femma även det här året. 2001 hade BTCC ändrat ett par regler för att få ner kostnaderna, med resultatet att många av seriens stjärnor inte fanns kvar det här året. Vauxhall, som Plato körde för, hade den överlägset bästa bilen. Efter en jämn säsong kunde Plato vinna mästerskapet efter att hans närmaste konkurrent och stallkamrat Yvan Mullers bil tog eld i den sista tävlingshelgen.
Med en ambition om att komma till den amerikanska NASCAR-serien gick Plato till den brittiska motsvarigheten ASCAR 2002. Han slutade trea i mästerskapet, men fick ingen körning i NASCAR.
2003 blev han anställd av SEAT för att hjälpa till med deras förarutvecklingsprogram. När SEAT sedan gick med i BTCC nästföljande år var Plato ett självklart val för att leda stallet. Han slutade trea i mästerskapet trots att han vann mer lopp än någon annan. Detta berodde dock till största delen av att stallet utnyttjade seriens reglemente. Plato kom ofta på tionde plats i race ett (av tre), men i och med en regel om omvänd startordning, vilket gjorde att han startade i pole position. Den som vann heat ett hade också en tyngre bil än de andra, vilket gjorde klättringar genom fältet svårt. Plato vann ofta race två och tre. Som ett resultat av Platos taktik ändrades reglerna så att det endast blev omvänd startordning efter race två. Han hade inte heller samma fart som Matt Neals Honda och Yvan Muller Vauxhall vilket gjorde det omöjligt för Jason att utmana för en andra titel.
2005 tävlade han både i WTCC och i BTCC för SEAT. Plato slutade fyra i BTCC med tre vinster. I WTCC ställde han bara upp i fyra racehelger, med en andraplats på Silverstone som bäst. Han tog totalt tio poäng, varav nio från deltävlingarna på Silverstone och en från det andra heatet på Imola.
2006 fortsatte Plato i British Touring Car Championship som försteförare i SEAT. Man har bytt från SEAT Toledo till en ny modell, León. Han var den enda av stallets tre förare som tävlade i alla tio racehelger, hans stallkamrater, den tvåfaldige BTCC-mästaren James Thompson och före detta DTM-föraren Darren Turner. Turner körde bara de helger då Thompson körde i WTCC. Efter de tre första rundorna låg Plato på tredje plats i mästerskapet, en poäng bakom Thompson. Två brutna lopp på Thruxton Circuit gjorde inte situationen bättre. Efter att ha vunnit heat 1 på Croft startade han sin 200:e BTCC-start och han lyckades nästan vinna loppet, men Matt Neal gick upp i ledning med två varv kvar att köra.
Han vann två av tre lopp på Brands Hatch och lyckades hålla sina små förhoppningar om att vinna serien vid liv men en dålig kvalificering vid säsongens sista tävling på Silverstone Circuit tog dessa hopp slut. Han knep dock andraplatsen i mästerskapet före Colin Turkington, vilket gjorde att han nu slutat på alla placeringar inom topp fem i BTCC.
Plato har också ställt upp i de australiensiska standardvagnsklassikerna Bathurst 1000 på Mount Panorama Motor Racing Circuit och Sandown 500 på Sandown Park, dock utan större framgångar.

## Övriga engagemang
Plato har också medverkat regelbundet i brittiska TV-kanalen Channel 5:s motormagasin Fifth Gear ofta tillsammans med tidigare racerföraren Tiff Needell.

## WTCC-resultat
| Säsong | Stall/Tillverkare | Poäng | Placering |
| ------ | ----------------- | ----- | --------- |
| 2005   | SEAT Sport        | 10    | 15        |